# 上加茂村 (岡山県苫田郡)
上加茂村（かみかもそん）は、岡山県苫田郡にあった村。
現在の津山市加茂町青柳、加茂町河井、加茂町山下、加茂町知和、加茂町物見に当たる。
津山市への合併に伴い、それぞれの大字に加茂町を冠することとなった。

## 沿革
- 1889年6月1日 - 町村制施行に伴い、東北条郡青柳村、河井村、山下村、知和村、物見村が合併し、上加茂村となる。大字知和に役場を置く。
- 1900年4月1日 - 東北条郡が東南条郡、西西条郡、西北条郡と合併し、苫田郡となる。
- 1954年4月1日 - 苫田郡加茂町、新加茂町と合併、新たに加茂町となる。

## 地区の地名
- 青柳（あおやぎ）
- 河井（かわい）
- 山下（さんげ）
- 知和（ちわ）
- 物見（ものみ）

## 交通

### 鉄道
- JR因美線 ： 美作河井駅

### 道路
廃止当時は未完成。旧村内を走る高速道路・国道なし。

#### 県道
- 主要地方道
  - 岡山県道6号津山智頭八東線

- 一般県道
  - 岡山県道118号加茂用瀬線

## 河川・山岳

### 河川
- 加茂川
- 阿波川
- 物見川

### 山岳
- 矢筈山

## 名所・旧跡・観光スポット
- 矢筈城跡

## 寺院・神社

### 神社
- 青柳神社
- 河井神社
- 千磐神社
- 三室神社
- 物見神社